# Forte de Santiago (Guam)
O Forte de San Tiago é uma construção que foi elaborada pelos espanhóis  da Península de Orote, na costa sudoeste de Guam; e ao norte do Porto de Apra. Foi a segunda de três construções fortificadas erguidas pelos espanhóis para a garantia de segurança na ancoragem dos navios de disposição. 

O Forte de San Tiago foi o segundo de três erguidos para proteger as ancoragens do Porto de Apra de possíveis ataques. Esse em especial, dava ampla visão para a entrada em Apra, protegendo assim dos ataques de invasores naquela localidade.

Durante o século XVIII. Pelo ponto de visão estratégico que exerceu na entrada de Apra, fez com que a sua utilidade fosse notavelmente destacada no sistema defensivo nas épocas de domínio dos espanhóis.

## Contexto Histórico
Apesar das misturas de fundamentos ligados à importância das Marianas no início dos anos 1700, o Conselho das Índias da Espanha acreditava que Guam era um ponto essencial. A defesa da ilha foi considerada de suma importância para rechaçar as forças de ocupação que pretendiam tirar as Marianas e, assim, ameaçassem o comércio de galeões da Espanha com as Filipinas, bem como suas missões cristãs no Pacífico. Preocupada com a crescente presença de navios inimigos no Pacífico e precavida com o ataque de corsários ingleses de 1721, possivelmente por um navio de abastecimento Cavite ancorado em Merizo, a Espanha emitiu ordens para fortalecer as defesas de Guam.
Em 1734, sob a administração do governador Francisco de Cárdenas Pacheco (1734-1740), uma nova ancoragem foi imposta no porto de Apra e, na década de 1740, a maioria dos navios, incluindo os navios Cavite invernantes, ancorados no porto. Esta ancoragem ofereceu uma melhor proteção contra as intempéries e havia se tornado mais fácil defender navios do ataque inimigo. Forte de San Luis, construído em 1737, foi a primeira fortificação concluída com finalidade de proteger a nova ancoragem. Forte Santiago, a segunda fortificação construída no site, foi construída em uma data posterior e ainda determinada em 1700. Uma conta sugere que o forte pode estar em construção em 1721. O terceiro forte no Porto de Apra foi o Forte de Santa Cruz, construído em 1801.

## Design e Estrutura Base

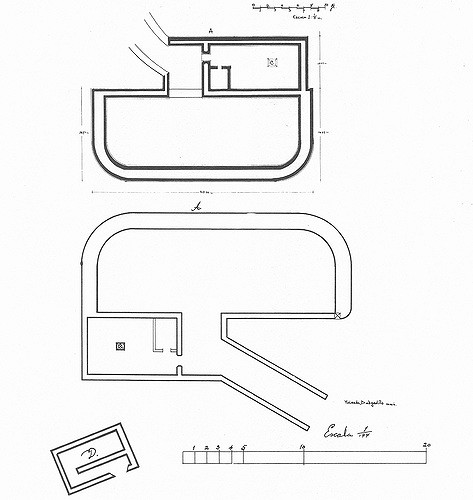
Projeto da Fortificação Original no Século XVIII

Forte Santiago, situado no topo da Península de Orote, era capacitado o suficiente para abrigar seis canhões. Sua esplanada foi cercada por um parapeito de mampostería, pedra e argamassa, em que as armas foram projetadas para disparar sobre o seu topo e não através de estradas. O forte também incluiu quartos de tropas e armazenamento de munições. O frontal do forte foi bem defendido por uma península e por causa da elevação da construção, os canhões podiam disparar em um ponto específico sem que houvesse oscilações. A retaguarda, no entanto, foi exposta ao ataque de tropas que projetavam-se em outros locais. A sua localização também exigia que tudo fosse bem equipado, tal porque os reforços não estavam sempre disponíveis.
Em circunstâncias como acontece com outras fortificações espanholas em Guam, o Forte Santiago gradualmente se deteriorou. Em 1853, o governador Felipe de la Corte informou que os três canhões montados no forte eram inutilizáveis. Em 1884, o governador Francisco Olive e Garcia afirmou que o forte só era útil como posto de observação. A localização do forte, no entanto, também se mostrou útil para outras forças de ocupação, já que os americanos e os japoneses instalaram as colocações de armas no local no século XX.

Atualmente, os restos do forte se sentam na propriedade da Estação Naval dos Estados Unidos e devem ser feitos arranjos especiais para acessar o terreno.